# 阿尼 (列日省)
阿尼（法語：Hannut，法語發音：[any]，荷蘭語發音：[ˈɦɑnœy̯t]）是比利时瓦隆大区列日省瓦雷姆區的一座城市，东北与弗拉芒大區弗拉芒布拉班特省和林堡省接壤，西接瓦隆布拉班特省，通行法语，是比利时法语社群的一部分，面积86.53平方千米，人口16,435人（2018年1月1日）。

## 友好城市
- 法國 图阿尔[2]